# Ла-Салл (парафія)
Шаблон:StateAbbr_ 31°41′ пн. ш. 92°10′ зх. д. / 31.68° пн. ш. 92.16° зх. д.
Округ Ла-Салл (англ. La Salle Parish) — округ (парафія) у штаті Луїзіана, США. Ідентифікатор округу 22059.

## Історія
Парафія утворена 1908 року.

## Демографія
За даними перепису
2000 року
загальне населення округу становило 14282 осіб, зокрема міського населення було 3860, а сільського — 10422.
Серед мешканців округу чоловіків було 7153, а жінок — 7129. В окрузі було 5291 домогосподарство, 3798 родин, які мешкали в 6273 будинках.
Середній розмір родини становив 3,03.
Віковий розподіл населення поданий у таблиці:
| Стать    | До 15 років | 15-21 | 22-29 | 30-39 | 40-49 | 50-65 | 65-85 | Понад 85 |
| -------- | ----------- | ----- | ----- | ----- | ----- | ----- | ----- | -------- |
| Чоловіки | 1427        | 992   | 715   | 1051  | 1038  | 1091  | 770   | 69       |
| Жінки    | 1450        | 660   | 631   | 952   | 986   | 1179  | 1095  | 176      |

## Суміжні округи
- Колдвелл — північ
- Катаула — схід
- Авуаель — південь
- Рапід — південний захід
- Ґрант — захід
- Вінн — північний захід

## Виноски
1. ↑  U.S. Decennial Census. United States Census Bureau. Архів оригіналу за 19 липня 2018. Процитовано 1 вересня 2014.
2. ↑  Historical Census Browser. University of Virginia Library. Архів оригіналу за 11 серпня 2012. Процитовано 1 вересня 2014.
3. ↑  Population of Counties by Decennial Census: 1900 to 1990. United States Census Bureau. Архів оригіналу за 15 вересня 2014. Процитовано 1 вересня 2014.
4. ↑  Census 2000 PHC-T-4. Ranking Tables for Counties: 1990 and 2000 (PDF). United States Census Bureau. Архів оригіналу (PDF) за 18 грудня 2014. Процитовано 1 вересня 2014.
5. ↑  La Salle Parish, Louisiana. quickfacts.census.gov. Архів оригіналу за 6 червня 2011. Процитовано 4 липня 2013.(англ.) Наведено за англійською вікіпедією.
6. ↑  American FactFinder. Бюро перепису населення США. Архів оригіналу за 20 березня 2010. Процитовано 31 січня 2008.

| США | Це незавершена стаття з географії США. Ви можете допомогти проєкту, виправивши або дописавши її. |